# Agiles Lernen
Unter agilem Lernen (von lateinisch agilis „flink, beweglich“) wird allgemein die Adaption agiler Werte, Prinzipien und Methoden der Projektarbeit, insbesondere von Scrum, auf Lernprozesse verstanden. Leitend sind hierbei etwa Werte wie Selbstorganisation und Eigenverantwortung der Lernenden, wie sie auch im Manifest für agile Softwareentwicklung erläutert werden. Die Lehrenden haben eher die Rolle eines Lernbegleiters oder Unterstützers. Im engeren Sinne soll damit innerhalb von Unternehmen ein lernerzentriertes, handlungskompetenzorientiertes und mediengestütztes Lernen im Arbeitsprozess ermöglicht werden. In einem weiteren Sinn kann unter „agilem Lernen“ die Übertragung eines „agilen Mindset“ auf Bildungsarbeit verstanden werden, was Umsetzungen in unterschiedlichen Methodiken zur Folge haben kann.

## Hintergrund
Unter Scrum wird ein Vorgehensmodell des Projekt- und Produktmanagements verstanden, insbesondere zur agilen Softwareentwicklung. Es wurde entwickelt aus der Erfahrung, dass viele Entwicklungsprojekte zu komplex sind, als dass sie in einen vollumfänglichen Plan gefasst werden können, und ein wesentlicher Teil der Anforderungen und der Lösungsansätze zu Beginn unklar ist. Um diese Unklarheiten zu beseitigen, wird in Etappen mit Zwischenergebnissen gearbeitet, mit denen sich fehlende Anforderungen und nächste Schritte effizient finden lassen.
Grundprinzip von Scrum sind kurze Entwicklungsschritte – sogenannte „Sprints“ – mit klaren Zielvorgaben und regelmäßigen Feedbackschleifen. Zu Beginn einer Projektphase werden im „Sprint Planning“ Ziele definiert und daraus Aufgaben abgeleitet und priorisiert. Das gesamte Team macht sich anschließend daran, diese Aufgaben zu bearbeiten – jeder arbeitet eigenverantwortlich. Täglich werden Zwischenergebnisse präsentiert und Probleme besprochen. Am Ende eines „Sprints“ werden Ergebnis, Prozess und Zusammenarbeit reflektiert – und ein neues Intervall beginnt.

## Ablauf
Jede Phase wird zunächst geplant, bevor das Team mit ihrer Umsetzung beginnt. In dieser Planung werden zwei Fragen beantwortet:
- Was soll / kann in der kommenden Phase gelernt werden?
- Wie wird dies in der kommenden Phase umgesetzt?

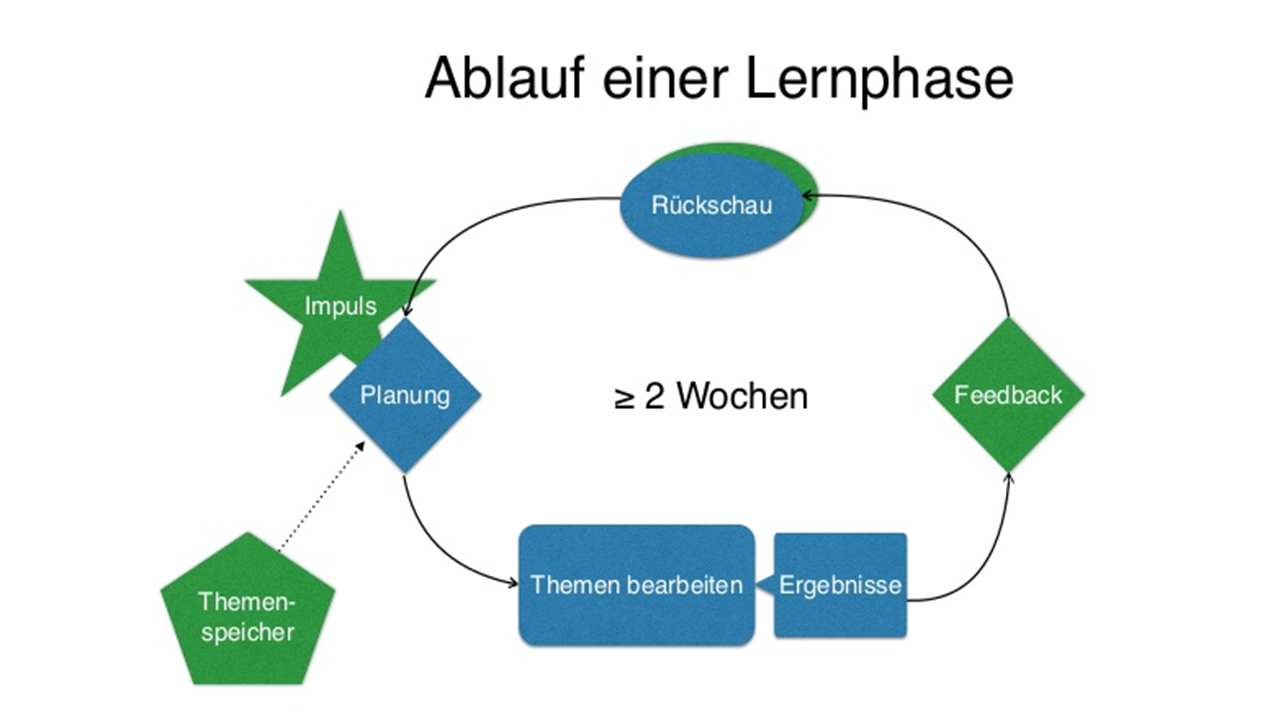
Phasenablauf im Agilen Lernen

Nachdem die Ergebnisse aus der Bearbeitung der Themen vorliegen, bekommt das Lernteam ein Feedback von Coaches und Auftraggebern und reflektiert in einer Rückschau die fachlichen Ergebnisse sowie den gemeinsamen Prozess dorthin. Daraus erwachsen wiederum Impulse für die nächste Phase.

## Agiles Lernen in verschiedenen Domänen

### Wirtschaft

#### Anforderungen
Das Vorgehensmodell von Scrum lässt sich gut anpassen auf die Anforderungen von Unternehmen an eine dynamische, arbeitsplatzintegrierte Kompetenzentwicklung. So erhöht etwa die digitale Wende, unter anderem im Kontext von Industrie 4.0, die Häufigkeit und Intensität, mit der sich Mitarbeiter weiterbilden und neue Kompetenzen aneignen müssen. Solche Lernumgebungen und Lernprozesse haben als Anforderungen:
- Hohe Skalierbarkeit, um Qualifizierungsmaßnahmen in sehr unterschiedlichem Umfang möglich zu machen, von wenigen Stunden bis zu mehreren hundert;

- Inhaltliche Anpassungsfähigkeit, um neue Themen möglichst schnell aufnehmen zu können und nicht auf einen feststehenden Kanon an Themen festgelegt zu sein;

- Strukturelle Anschlussfähigkeit des Konzepts an bereits etablierte Prozessmodelle, Organisationsstrukturen und vorhandene Software-Infrastruktur, um eine möglichst hohe Akzeptanz und Umsetzungsbreite zu erreichen.

Für diesen Bedarf gibt es allerdings bislang kaum geeignete Weiterbildungsformate, da klassische Formen der Qualifizierung (etwa Seminarlehrgänge, Weiterbildungsstudiengänge) nicht genau genug auf die individuellen Kompetenzbedarfe passen und auch zu träge auf die Veränderungsdynamik in den Unternehmen reagieren. Eine Antwort darauf ist der Ansatz des Agilen Lernens mit seiner Flexibilität in Bezug auf alle drei der oben genannten Anforderungen.
Analog zu Scrum und aktuellen sowie etablierten psychologischen Erkenntnissen zur effektiven Zielverfolgung (Gollwitzer & Oettingen, 2012) wird beim Agilen Lernen ein umfangreicher (Lern-)Prozess in einzelne, überschaubare Lernphasen unterteilt. Auch hier gelten die drei Säulen Transparenz, Überprüfung, Anpassung. Ebenfalls analog zu Scrum lassen sich drei Rollen beschreiben, die im Agilen Lernen jedoch etwas andere Aufgaben haben.

#### Rollen im Agilen Lernen
Auftraggeber („Product Owner“)
- Definiert das Lernfeld und bestimmt ein geeignetes Projekt
- Schafft den organisatorischen Rahmen
- Ist Mittler in die Organisation
- Nimmt den fachlichen Lernfortschritt ab

Coaches („Scrum Master“)
- Fachliche, didaktische und methodische Unterstützung
- Moderieren den Prozess und leiten die Reflexion an
- Unterstützung in der Bearbeitung der Lernziele

Diese Rolle muss meist mehrfach besetzt werden, ggf. ergänzt durch themenspezifische Experten
Team
- Persönliche Entwicklungsziele in Sprints
- Kollaborative, meist digital gestützte Zusammenarbeit
- Regelmäßige gemeinsame Reflexion des Lernprozesses
- Persönliche, soziale und fachliche Entwicklung

(vergleiche Longmuß, Grantz, & Höhne, 2017)
Die Adaption Agilen Lernens kann auf das Individuum, auf Gruppen (etwa Klassen, Teams, Abteilungen) und auf größere Kontexte bezogen erfolgen. Einige Ansätze schlagen vor, auf individueller Ebene die „Ownership of Learning“ den Lernenden zuzusprechen. Sie definieren dann mit Unterstützung durch einen Lerncoach eigenverantwortlich ihre Lernziele und gestalten selbstbestimmt ihren Lernprozesses (etwa die Wahl der Lernformate, kollaboratives Lernen, Lernmaterialien). Gleichzeitig gibt es Ansätze auf Teamebene, bei denen der Scrum Master eines selbstorganisierten Teams gleichzeitig auch die Rolle eines Lerncoachs übernimmt und so Lernthemen in die tagtägliche Arbeitspraxis integriert.

### Schule
Die Umsetzung des Agilen Lernens in der Schule ist durch die bereits organisational geregelte Verbindlichkeit und Regelmäßigkeit der Treffen bereits gut umrissen. Im Gegensatz zu klassischen Unterrichtskonzepten wird aber auf eine projektorientierte und kollaborative Gestaltung des Unterrichts gesetzt.

### Universität
„Beim agilen Lehren und Lernen nehmen die Studierenden die Rolle der Kundin/des Kunden an; der agile Softwareentwicklungsprozess, in den die Kund/inn/en mit involviert sind, wird durch den Lern-/Lehrprozess mit Studierenden und Lehrenden als Akteuren ersetzt; den Inkrementen, die in kurzen Zyklen neue Funktionalität realisieren, entspricht der kontinuierliche Zuwachs an Fähigkeiten der Studierenden im agilen Lern-/Lehrprozess.“ (Meissner & Stenger, 2014) Die Übertragung agiler Methoden auf die Lehre kann wie folgt definiert werden: „Mit Hinblick auf die Lehre sollten diese Ideen analog übertragen werden, mit Interpretation des Kunden als Lernenden im universitären oder beruflichen Projektumfeld. Als Synthese aus Agiler Methode und Lehre wird der Ansatz deshalb Agile Lehre genannt.“ (Fahsel 2016)